# Dekanat Breisach-Neuenburg
Das Dekanat Breisach-Neuenburg ist seit der Dekanatsreform ab dem 1. Januar 2008 eines von 26 Dekanaten in der römisch-katholischen Diözese Freiburg. Sein Gebiet umfasst den westlichen Teil des Landkreises Breisgau-Hochschwarzwald; dazu kommen Schliengen und Bad Bellingen im Landkreis Lörrach. 

## Geschichte
Mit der Dekanatsreform zum 1. Januar 2008 entstand das Dekanat Breisach-Neuenburg als eines von 26 Dekanaten in der römisch-katholischen Erzdiözese Freiburg. Sein Sitz ist Bad Krozingen. Das Dekanat bildet zusammen mit den Dekanaten Freiburg, Endingen-Waldkirch, Neustadt und Schwarzwald-Baar die Region Breisgau/Schwarzwald/Baar des Erzbistums Freiburg.

## Gliederung
Das Dekanat Breisach-Neuenburg gliedert sich in die folgenden neun Seelsorgeeinheiten:
| Seelsorgeeinheiten         | zugehörige Pfarreien und Filialen |
| -------------------------- | --- |
| SE Bad Krozingen-Hartheim  | St. Alban (Bad Krozingen) mit der Filiale St. Johannes (Bad Krozingen-Hausen), St. Leodegar (Bad Krozingen-Biengen), St. Sebastian (Schlatt), St. Michael (Bad Krozingen-Tunsel), St. Peter und Paul (Hartheim), St. Stephan (Hartheim-Bremgarten), St. Martin (Hartheim-Feldkirch) |
| SE Batzenberg-Obere Möhlin | Bollschweil St. Hilarius (Bollschweil), St. Peter und Paul (Bollschweil-St. Ulrich), St. Gallus (Ebringen) mit der Filiale St. Blasius (Schallstadt-Wolfenweiler), St. Georg (Ehrenkirchen-Ehrenstetten), Mariä Himmelfahrt (Ehrenkirchen-Kirchhofen) mit der Filiale Heilig Kreuz (Ehrenkirchen-Offnadingen), St. Gallus (Ehrenkirchen-Norsingen) mit der Filiale St. Michael (Ehrenkirchen-Scherzingen), St. Columba (Pfaffenweiler), St. Fides und Markus (Sölden) |
| SE Breisach-Merdingen      | Münster St. Stephan (Breisach), St. Michael (Breisach-Gündlingen), St. Laurentius (Breisach-Niederrimsingen), St. Stephan (Breisach-Oberrimsingen), St. Remigius (Merdingen), Mariä Himmelfahrt (Wasenweiler) Weitere Kirchen und Kapellen: St. Vitus (Ihringen-Wasenweiler) |
| SE Heitersheim             | St. Bartholomäus (Heitersheim) mit der Filiale St. Marien (Buggingen), St. Erasmus (Ballrechten-Dottingen) mit der Filiale St. Bernhard (Sulzburg), St. Agnes (Eschbach) |
| SE March-Gottenheim        | St. Stephan (Gottenheim), St. Laurentius (Bötzingen) mit der Filiale Eichstetten, St. Gallus (March-Hugstetten) mit der Filiale St. Georg (March-Buchheim), St. Pankratius (March-Holzhausen), St. Vinzentius (March-Neuershausen), Mariä Himmelfahrt (Umkirch) Weitere Kirchen und Kapellen: St. Alban (Bötzingen) |
| SE Markgräflerland         | St. Peter (Badenweiler), Mariä Himmelfahrt (Neuenburg), St. Michael (Neuenburg-Grißheim), St. Barbara (Neuenburg-Steinenstadt), Herz-Jesu (Müllheim) |
| SE Schliengen              | St. Leodegar (Schliengen), St. Vinzenz (Liel), St. Leodegar (Bad Bellingen), St. Peter und Paul (Bad Bellingen-Bamlach) |
| SE Staufen-St. Trudpert    | St. Martin (Staufen), St. Agatha (Staufen-Grunern), St. Vitus (Staufen-Wettelbrunn), St. Trudpert (Münstertal) Weitere Kirchen und Kapellen: Johanneskapelle (Staufen) |
| SE Vogtsburg               | St. Johann Baptist (Vogtsburg-Oberrotweil), St. Georg (Vogtsburg-Achkarren), St. Pankratius (Vogtsburg-Burkheim), St. Mauritius (Vogtsburg-Oberbergen), St. Gangolf (Vogtsburg-Schelingen) |